# Узбеки в Таджикистане
Узбеки в Таджикистане (узб. Tojikistonlik oʻzbeklar, тадж. Ӯзбекҳои Тоҷикистон) — крупнейшее этноязыковое меньшинство Республики Таджикистан. Общая численность, по официальным данным, — 1 млн. 260 тыс чел, или 12,2 % населения республики по переписям (2022). По неофициальным данным, численность узбеков в Таджикистане составляет около 30 % населения, или 3 миллиона человек. Хотя сведения о точном числе узбеков в Таджикистане неоднозначны и оно является предметом споров, подтверждено, что узбеки являются второй по численности этнической группой в Таджикистане после таджиков.
Таджикские узбеки — вторая по абсолютной и первая по относительной доле группа этнических узбеков, проживающая за пределами Узбекистана. По абсолютной численности их опережают только узбеки в Афганистане (3,5 — 4 млн чел), где они составляют около 11 % населения этой страны.
Многих этнических узбеков пытаются ассимилировать, сменив национальность на «таджик» в паспортах. Особенно это часто встречается в таких  областях, как Согдийская область, Хатлонская область. В советское время графа национальность не имела значения, сейчас это отражает нечеткость узбекского самоопределения на государственном уровне.

## Узбекский язык в Таджикистане
Узбекский язык в Таджикистане — один из наиболее распространённых языков республики. Многие узбеки в Таджикистане проживают компактно, в основном, на границе между Таджикистаном и Узбекистаном. В некоторых районах они составляют большинство населения, также есть села, где проживают только этнические узбеки, поэтому в этих регионах есть потребность в школах и классах, где обучение ведется на узбекском языке. В Таджикистане среди узбекского населения преобладает узбекский язык, однако пять лет назад в некоторых школах этого района учащимся начали преподавать на государственном, таджикском языке. Переход на новый язык обучения является сложной задачей для учащихся, а отсутствие материалов для чтения на таджикском языке затрудняет преподавателям обучение на языке, на котором они обычно не говорят. В последние годы в Таджикистане вдвое сократилось количество узбекских школ.

## Демография
Всесоюзная перепись 1989 года зафиксировала 1 197 841 узбеков, проживающих на территории Таджикской ССР или 23,5 % населения.

### Динамика численности
| Узбеки в населении Таджикистана, % | 1959 г., перепись | 1970 г., перепись | 1979 г., перепись | 1989 г., перепись | 2000 г., перепись | 2010 г., перепись |
| Узбеки, тыс. чел                   | 454               | 666               | 873               | 1198              | 937 (1016)        | 926 (1055)        |
| Минги, тыс. чел                    | ...               | ...               | ...               | ...               | 0,2               | 0,3               |
| Дурмены, тыс. чел                  | ...               | ...               | ...               | ...               | 4                 | 8                 |
| Лакайцы, тыс. чел                  | ...               | ...               | ...               | ...               | 51                | 66                |
| Конграты, тыс. чел                 | ...               | ...               | ...               | ...               | 15                | 38                |
| Катаганы, тыс. чел                 | ...               | ...               | ...               | ...               | 5                 | 8                 |
| Юзы, тыс. чел                      | ...               | ...               | ...               | ...               | 1                 | 4                 |
| Барлосы, тыс. чел                  | ...               | ...               | ...               | ...               | 4                 | 5                 |
| Семизы, тыс. чел                   | ...               | ...               | ...               | ...               | 0,0               | 0,0               |
| Кенсамиры, тыс. чел                | ...               | ...               | ...               | ...               | 0,0               | 0,2               |
| Доля, %                            | 22,9              | -                 | -                 | 23,5              | 15,3 (16,6)       | 12,2 (13,9)       |

#### Узбеки в Душанбе
До начала 1950-х узбекское население Душанбе по численности было почти сопоставимо с таджикским. При этом обе группы значительно уступали русским. В условиях относительно низкой эмиграции и высокого естественного прироста, доля узбеков в населении Душанбе оставалась почти неизменно на уровне около 10% населения на протяжении десятилетий. К концу 1990-х годов, в связи с массовой эмиграцией русскоязычного населения, этнические узбеки вновь вышли на второе место по численности в столице, опередив русских.
Процентное соотношение представителей различных национальностей в Душанбе:
|          | 1959 | 1970 | 1979 | 1989 | 2000 |
| -------- | ---- | ---- | ---- | ---- | ---- |
| Таджики  | 18,7 | 26,2 | 31,6 | 38,2 | 84,4 |
| Узбеки   | 10,3 | 10,3 | 10,0 | 10,6 | 9,1  |
| Русские  | 47,8 | 42,0 | 38,6 | 32,9 | 5,1  |
| Татары   | 5,5  | 5,1  | 4,8  | 4,1  | 0,7  |
| Киргизы  | 0,0  | 0,0  | 0,0  | 0,2  | 0,06 |
| Украинцы | 4,4  | 3,5  | 3,6  | 3,6  | 0,3  |
| Евреи    | 3,9  | 3,1  | 2,4  | 2,0  | 0,02 |

## Известные узбеки Таджикистана
- Ульджабаев, Турсунбай Ульджабаевич — советский политический и партийный деятель, член Союза журналистов СССР. С 24 мая 1956 года до 12 апреля 1961 года, первый секретарь ЦК КП Таджикистана — руководитель Таджикской ССР.
- Ахметбек Маткулович Мавлянбеков (узб. Ahmadbek Matqulovich Mavlonbekov; 1897, Ходжент, Ходжентский уезд, Самаркандская область, Туркестанский край, Российская империя — 1938) — советский узбекский государственный и партийный деятель. Народный комиссар юстиции и прокурор Узбекской ССР (1927—1930).
- Урумбек Якибов — участник Великой Отечественной войны, Герой Советского Союза.
- Игамберды Ходжамбердиев — участник Великой Отечественной войны, полный Кавалер ордена Славы.
- Эрджигитов, Туйчи — Герой Советского Союза, участник Великой  Отечественной  войны.
- Махмуд Худойбердыев — таджикистанский военный деятель, полевой командир, участник Гражданской войны  в Таджикистане, полковник.
- Абдулло Рахимбаев — советский политический, партийный и государственный деятель. Председатель Президиума ЦИК СССР от ТадССР (1933-1937).
- Холджураев Хабибулло Холджураевич — советский, таджикский и узбекский историк; доктор исторических наук, профессор, бывший директор республиканского музея имени академика Бободжона Гафурова.
- Хамидов Абдуджалил Мадаминович — таджикский государственный деятель, председатель Ленинабадского областного исполнительного комитета (1992—1993), председатель хукумата (1995—1996).
- Бегали Расулович Ахмадалиев — советский хозяйственный, государственный и политический деятель, Председатель Ленинабадского облисполкома (1978-1985).
- Умарбаев Парвизджон Абдуллоевич — таджикистанский и российский футболист, выступающий на позиции полузащитника.
- Ахтам Хамрокулов — таджикский футболист, нападающий ФК «Вахш» и сборной Таджикистана.
- Джура Рахмонович Шакиров — таджикистанский политический деятель, заместитель председателя Совета Министров РТ (1992—1994).
- Хабибулло Солих-каллиграф, семь раз скопировавший экземпляр Священного Корана Османа, является известной личностью не только среди каллиграфов, но и в исламском мире. В его коллекции имеется несколько переписанных им экземпляров Священного Корана, ряд страниц которого украшен золотом.